# A Confederação
A Confederação – o povo é que faz a história (1977) é um filme português de longa-metragem de Luís Galvão Teles. Trata-se de um filme de ficção científica que se enquadra no género de cinema militante, género bastante cultivado por vários cineastas portugueses da década de setenta.
Estreia em Lisboa no cinema Apolo 70, a 15 de Setembro de 1978

## Ficha sumária
- Obra original – A Confederação (Após Ajubarrota – narrativas históricas) de Amadeu Lopes Sabino
- Argumento – Luís Galvão Teles e Amadeu Lopes Sabino
- Realizador : Luís Galvão Teles
- Música – José Mário Branco,  Sérgio Godinho e Fausto
- Canções – Luísa Alcobia e José Mário Branco
- Produção – Cinequanon
- Actores principais - Margarida Carpinteiro, Carlos Cabral, Ana Zanatti
- Género – ficção científica e (cinema militante)
- Formato – 16 mm cor
- Duração – 109’
- Distribuição – Exclusivos Triunfo
- Ante-estreia – 6º Festival de Cinema da Figueira da Foz (1977)
- Estreia – Lisboa, cinema Apolo 70, a 15 de Setembro de 1978

## Sinopse
«Num futuro imaginário, Portugal é constituído por uma associação de Estados, Norte e Sul : com zonas de influência específicas, exércitos próprios e distintos canais de televisão, que apenas divulgam informação oficial. Cidade sob vigilância, Lisboa é habitada por uma população reprimida e militarizada, dela emergindo Maria, técnica das Brigadas Anti-Sísmicas, e António, segundo-tenente das Milícias, que se entregam a um amor subversivo».

## Ficha artística
- Margarida Carpinteiro - Maria
- Carlos Cabral – António
- Ana Zanatti – locutora
- Arnaldo Saraiva – locutor
- Jorge Dias – locutor
- Artur Semedo – general
- Luís Santos – juiz
- Jorge Vale – cardeal
- Santos Manuel – rececionista
- Constança Navarro – velha
- Ricardo Pais – apresentador
- Orlando Costa – pintor
- Ira Ruivo – Alice
- Jorge Cortês – soldado
- Leonel Brito – soldado
- César O. Monteiro – soldado
- Pedro Efe – soldado
- José Manuel Ferreira- operário
- Luís Filipe Sabino – jornalista
- Carlos Manuel – groom
- Fernando Gouveia
- Luís Gregório
- Luís de Matos
- Sacadura Bretz
- Teresa Ricou

## Ficha técnica
- Obra original – A Confederação (Após Ajubarrota – narrativas históricas) de Amadeu Lopes Sabino
- Argumento – Luís Galvão Teles e Amadeu Lopes Sabino
- Realizador : Luís Galvão Teles
- Assistente de realização – Amílcar Lyra
- Música – José Mário Branco,  Sérgio Godinho e Fausto
- Canções – Luísa Alcobia e José Mário Branco
- Direção musical – Manuel Peres-Newton

- Imagens de arquivo :

Cinequanon
Jornal “Diário Popular”
Jornal Cinematográfico
Ricardo Costa
RTP
Eduardo Gageiro
Carlos Gil
Fausto Giaccone
M. C. Galvão Teles
José Antunes
Miranda Castela
Jorge de Barros
- Patrocínio – Fundação Calouste Gulbenkian
- Colaboração – Centro Português de Cinema
- Produção – Cinequanon
- Director de produção – Leonel Brito
- Secretária de produção – Cremilde Mourão
- Assistente de produção – César O. Monteiro
- Exteriores – Lisboa
- Data de rodagem – Fevereiro de 1976

- Fotografia – Elso Roque
- Assistente de imagem – Pedro Efe
- Iluminação – António Madrugo
- Electricistas – João Rodrigues e Amadeu Lomar
- Decoração – Carlos Neves
- Cenários e adereços – Susana Pinheiro
- Banda desenhada – Jorge Varandas
- Redação b.d. – Lucca Serqueira
- Caracterização – Luís de Matos e Aguiar de Oliveira
- Anotação – Clara Agapito
- Grafismo – Jorge Alves, C. Pestana e A, Filipe Manuel
- Montagem – Clara Agapito
- Género – ficção histórica (cinema militante)
- Formato – 16 mm cor
- Duração – 109’
- Laboratórios de imagem – Tobis Portuguesa e Eclair (Paris)
- Laboratórios de som – Valentim de Carvalho
- Distribuição – Exclusivos Triunfo
- Ante-estreia – 6º Festival de Cinema da Figueira da Foz (1977)
- Estreia – Lisboa, cinema Apolo 70, a 15 de Setembro de 1978

## Artigos relacionados
- Novo Cinema
- Cinema militante
- Os Demónios de Alcácer Quibir (ver : enquadramento histórico)
- A Santa Aliança (ver : enquadramento histórico)
- O Funeral do Patrão (ver : enquadramento histórico)

## Festivais
- 1977 - 6º Festival de Cinema da Figueira da Foz (Grande Prémio)
- 1978 – Festival de San Remo (Menção Honrosa)
- 1978 – Festival de Pesaro (Menção Honrosa)